# Cornelis van Foreest (1704-1761)

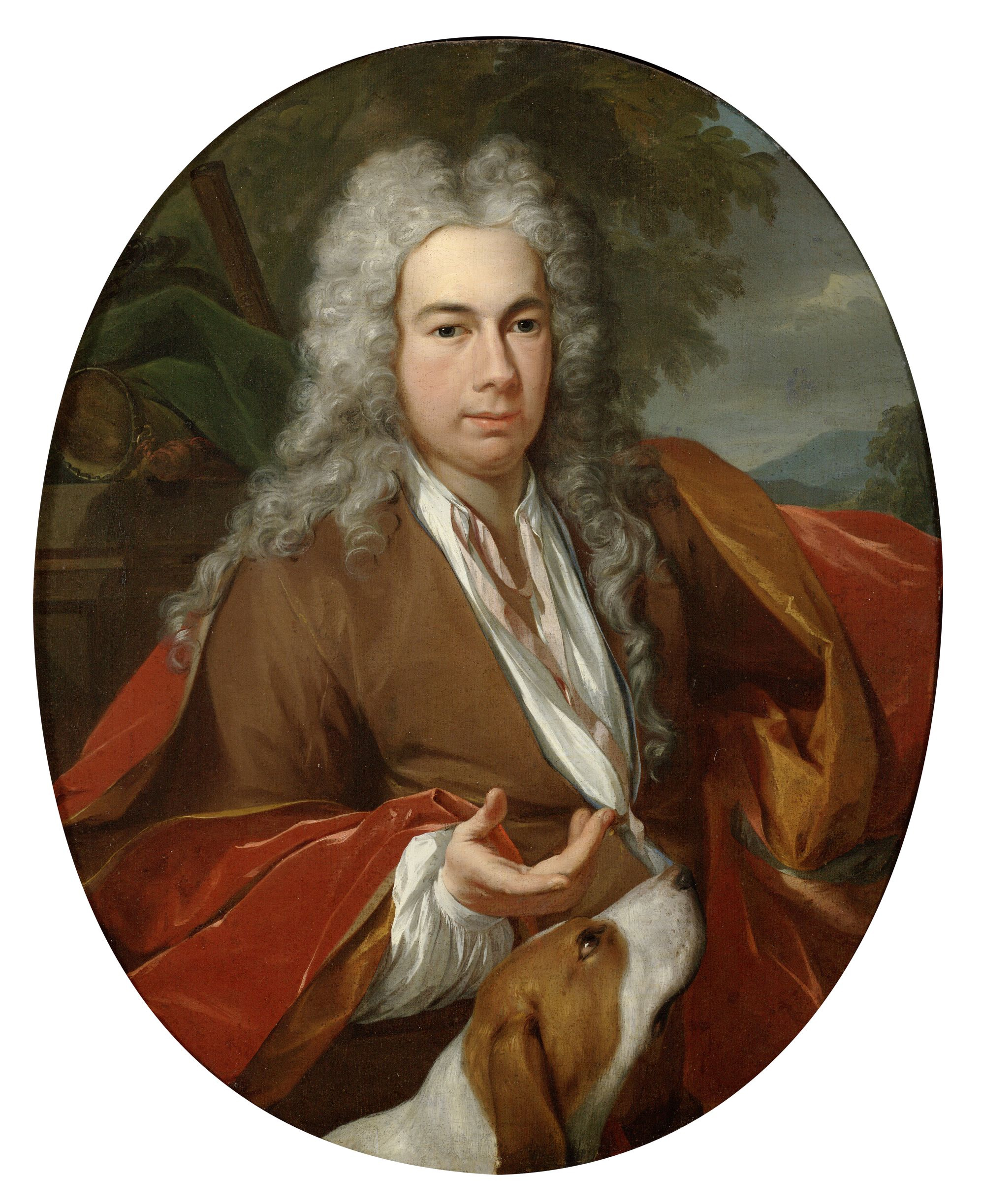
Cornelis van Foreest

Cornelis van Foreest (Hoorn, 10 februari 1704 – aldaar, 11 augustus 1761), heer van Schoorl en Camp en heer van Slot Egmond, was onder meer burgemeester en lid in de vroedschap van Hoorn, lid van de Gecommitteerde Raden van Holland in het Noorderkwartier, gecommitteerde van de Admiraliteit van West-Friesland en het Noorderkwartier, en bewindhebber van de Verenigde Oostindische Compagnie en de Geoctroyeerde West-Indische Compagnie. Tevens was hij hoofdingeland van de Beemster en de Schermer, alsmede hoofdingeland van het hoogheemraadschap van de Uitwaterende Sluizen van Kennemerland en West-Friesland.
Cornelis van Foreest werd geboren als zoon van Dirk van Foreest (1676-1717) en Eva Maria de Groot (1677-1706). Op 5 september 1728 trouwde hij te Hoorn met Maria Eva van Akerlaken (1705–1736), lid van de Hoornse regentenfamilie van Akerlaken en dochter van Joan van Akerlaken en Petronella Merens. Zij kregen drie dochters en vier zoons. De oudste zoon Dirk erfde de heerlijkheden van zijn vader en vestigde zich te Alkmaar. De jongste zoon Joan zou in zijn vaders voetsporen treden als Hoorns regent en bewindvoerder van de VOC en de WIC.
In 1742 was Cornelis van Foreest samen met zijn oom Nanning erfgenaam van de puissant rijke Maria van Egmond van de Nijenburg (1684-1742), de dochter van zijn oudtante Machteld van Foreest (1642-1721). Uit deze nalatenschap erfde hij onder andere de heerlijkheid van Slot Egmond en de buitenplaats Nijenburg te Heiloo.